# Juha Kylmänen
Juha Kylmänen (ur. 20 stycznia 1981 roku) – fiński muzyk, wokalista zespołu Reflexion.
Od 2001 roku można usłyszeć jego głos w zespole For My Pain..., z którym w 2003 roku nagrał jedyny jak do tej pory album grupy zatytułowany "Fallen". Wystąpił również gościnnie na albumie "A virgin and a whore" zespołu Eternal Tears of Sorrow, w którym po reaktywacji w 2005 roku gra jego starszy brat Jarmo. Razem z bratem wystąpili gościnnie na albumie "Asphyxia" zespołu Sangre Eterna.
Z zespołem For My Pain... oprócz albumu wydał również singiel (tylko w Finlandii) o nazwie „Killing Romance”.
Juha od 2012 roku występuje w zespole Cvalda.